# Century (Florida)
Century è un comune degli Stati Uniti d'America, situato in Florida, nella Contea di Escambia.